# Florida East Coast Railway

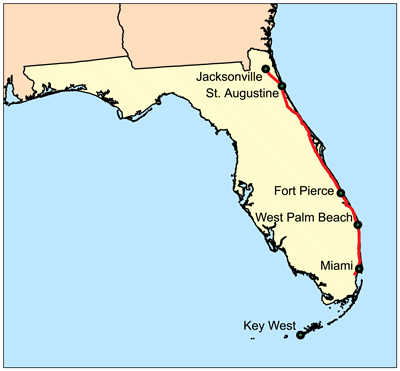

A Florida East Coast Railway (FEC) é uma ferrovia de classe operacional II situada no estado norte-americano da Flórida, tendo sido no passado, uma ferrovia de Classe I, atualmente controlada pelo Grupo México.
Construída principalmente no final do século XIX e na primeira década do século XX, a FEC foi um projeto de Henry Morrison Flagler, então diretor da Standard Oil. Flagler originalmente visitou a Flórida para buscar auxílio para os problemas de saúde enfrentados por sua primeira esposa, Mary. Ele então percebeu a falta de serviços e o grande potencial da região durante a sua estadia em St. Augustine. Em seguida, ele começou o que equivalia a sua segunda carreira desenvolver resorts, indústrias e comunidades ao longo de toda a costa da Flórida, beirando o Oceano Atlântico.